# Héctor Faubel
Héctor Faubel, né le 10 août 1983 à Lliria, est un pilote de vitesse moto espagnol

## Biographie
Après des débuts dans le monde des grands prix en 2000, il effectue sa première saison complète en 2002, sur une Aprilia en 250 cm3. Après quelques saisons sans de réels résultats, il revient en 125 cm3 en 2005. Mais c'est lors de la saison 2006 qu'il obtient ses premiers résultats, avec deux victoires.
La saison suivante, il commence par une victoire lors du premier grand prix au Qatar, se plaçant ainsi comme l'un des favoris de la catégorie.

## Palmarès
- Grand prix 125 cm3 de Turquie en 2006
- Grand prix 125 cm3 de la Communauté valencienne en 2006
- Grand prix 125 cm3 du Qatar en 2007
- Grand prix 125 cm3 de République Tchèque en 2007